# Однолиста функція
У комплексному аналізі, голоморфна функція на відкритій підмножині комплексної площини називається однолистою якщо вона є ін'єктивною.
Вивчення однолистих функцій має важливе значення у геометрії чисел. Серед основних задач теорії однолистих функцій є вивчення відповідності границь областей при конформному відображенні, отримання умов при яких функція буде однолистою і знаходження розв'язків різних екстремальних задач теорії функцій, зокрема одержання оцінок різних функціоналів і областей значень функціоналів і їх систем в тому
або іншому класі. 
Згідно теореми Рімана між будь-якими однозв'язними областями не рівними усій комплексній площині існує біголоморфне відображення, що переводить одну область в іншу. Це відображення і його обернене будуть очевидно однолистими голоморфними функціями. Тому вивчення однолистих функцій на деякій конкретній однозв'язній області є важливим для вивчення однолистих функцій на інших однозв'язних областях. Зважаючи на це особливе значення має вивчення однолистих функцій на одиничному крузі {\displaystyle \Delta =\{z\in \mathbb {C} \ |\ |z|<1\}.} Оскільки для однолистої функції {\displaystyle f(z)}  функції {\displaystyle f(z)-w,\;w\in \mathbb {C} } і {\displaystyle wf(z),\;w\in \mathbb {C} ,\;w\neq 0} теж будуть однолистими то додатково при розгляді однолистих функцій на одиничному крузі часто вимагаються умови нормованості: {\displaystyle f(0)=0,\ f'(0)=1.} Клас однолистих функцій на одиничному крузі, що задовольняють умови нормованості буде позначатися {\displaystyle S.}

## Приклади
- Розглянемо відображення {\displaystyle \phi _{a}} із відкритого одиничного круга в себе задане як:

{\displaystyle \phi _{a}(z)={\frac {z-a}{1-{\bar {a}}z}}.}
Тоді {\displaystyle \phi _{a}} є однолистою функцією для {\displaystyle |a|<1}.
- Важливими прикладами функцій класу {\displaystyle S} (тобто голоморфних однолистих функцій на одиничному крузі із відповідною нормалізацією) є функція Кебе:

{\displaystyle f(z)={\frac {z}{(1-z)^{2}}}=\sum _{n=1}^{\infty }nz^{n}}
і узагальнені функції Кебе
{\displaystyle f_{\alpha }(z)={\frac {z}{(1-\alpha z)^{2}}}=\sum _{n=1}^{\infty }n\alpha ^{n-1}z^{n}}
де α є комплексним числом із абсолютним значенням рівним 1.

## Основні властивості
Якщо {\displaystyle G} і {\displaystyle \Omega } є двома областями (відкритими і зв'язаними підмножинами) комплексної площини і
{\displaystyle f:G\to \Omega }
є однолистою функцією для якої {\displaystyle f(G)=\Omega }, тоді похідна {\displaystyle f} ніколи не є рівною 0, {\displaystyle f} є оборотною, і її обернена функція {\displaystyle f^{-1}} є також голоморфною. Окрім того згідно правила диференціювання складеної функції:
{\displaystyle (f^{-1})'(f(z))={\frac {1}{f'(z)}}}
для всіх {\displaystyle z\in G.}

### Доведення
Оскільки {\displaystyle f} не є константою, то його похідна не є рівною нулю в усіх точках області {\displaystyle G}, а тому нулі функції {\displaystyle f'} є ізольованими. Припустимо, що {\displaystyle z_{0}\in G} є такою точкою, що {\displaystyle f'(z_{0})=0} і {\displaystyle f(z_{0})=w_{0}\in \Omega .} Нехай {\displaystyle \rho >0} таке число, що {\displaystyle {\bar {B}}(z_{0},\rho )=\{z\in \mathbb {C} \ |\ |z-z_{0}|\leqslant \rho \}\subset G} і у цьому крузі {\displaystyle f'} має єдиний нуль у точці {\displaystyle z_{0}.}
Розглянемо функцію {\displaystyle N(w)={\frac {1}{2\pi i}}\int _{|z-z_{0}|=\rho }{f'(z) \over {f(z)-w}}\,dz} яку можна розглядати в якомусь зв'язаному відкритому околі {\displaystyle W} точки {\displaystyle w_{0},} що є підобластю області {\displaystyle f(B(z_{0},\rho )).}
Згідно принципу аргументу для кожної точки {\displaystyle w\in W} функція {\displaystyle N(w)} є рівною кількості нулів (з урахуванням кратності) голоморфної функції {\displaystyle f(z)-w} у відкритому крузі {\displaystyle B(z_{0},\rho )}. Також з означення {\displaystyle N(w)} випливає, що вона є неперервною на зв'язаному відкритому околі {\displaystyle W} і тому, як неперервна функція із зв'язаної множини у множину цілих чисел, вона є константою. Для кожного {\displaystyle w\in W} функція {\displaystyle f(z)-w} має нуль лише в одній точці (оскільки вона теж є однолистою). Оскільки для всіх {\displaystyle z\in B(z_{0},\rho )\setminus z_{0}} також {\displaystyle f'(z)\neq 0} то для всіх {\displaystyle w\neq w_{0}} також кратність цього нуля функції {\displaystyle f(z)-w} є рівною одиниці, тобто {\displaystyle N(w)=1.} Але звідси випливає, що {\displaystyle N(w_{0})=N(w)=1} і тому кратність {\displaystyle z_{0}} як кореня {\displaystyle f(z)-w_{0}} є рівною одиниці. Це можливо лише якщо {\displaystyle f'(z_{0})\neq 0.} Тобто {\displaystyle f'} не має нулів у області {\displaystyle G}.
Для доведення голоморфності оберненої функції її локально можна записати через інтегральний вираз. Для цього нехай {\displaystyle {\bar {B}}(z_{0},\rho )\subset G} і також {\displaystyle \delta =\min _{|z-z_{0}|=\rho }|f(z)-w_{0}|,} де {\displaystyle f(z_{0})=w_{0}.} Для {\displaystyle B(w_{0},\delta )=\{w\in \mathbb {C} \ |\ |w-w_{0}|<\delta \}\subset \Omega } можна, як і вище ввести функцію {\displaystyle N(w)} оскільки на границі {\displaystyle {\bar {B}}(z_{0},\rho )} функція не набуває жодного із значень {\displaystyle w\in B(w_{0},\delta ).}  Як і вище {\displaystyle N(w)=1} для всіх {\displaystyle w\in B(w_{0},\delta )} і тому прообраз {\displaystyle B(w_{0},\delta )} при функції {\displaystyle f^{-1}} є підмножиною {\displaystyle B(z_{0},\rho ).}
Функцію {\displaystyle f^{-1}} на {\displaystyle B(w_{0},\delta )} можна задати за допомогою інтегральної формули:
{\displaystyle f^{-1}(w)={\frac {1}{2\pi i}}\int _{|\xi -z_{0}|=\rho }{{\xi f'(\xi )} \over {f(\xi )-w}}\,d\xi \quad w\in B(w_{0},\delta ).}
Для доведення цієї рівності варто зауважити, що функція {\displaystyle {{\xi f'(\xi )} \over {f(\xi )-w}}} має лише один простий полюс у {\displaystyle B(z_{0},\rho )} у точці z в якій {\displaystyle f(z)=w,} а тому, згідно основної теореми про лишки {\displaystyle f^{-1}(w)=\operatorname {Res} ({{\xi f'(\xi )} \over {f(\xi )-w}},z).} Звідси, згідно властивостей лишків, {\displaystyle f^{-1}(w)=\lim _{\xi \to z}(\xi -z){{\xi f'(\xi )} \over {f(\xi )-w}}=z} (тут, зокрема, використовується, що {\displaystyle f'(z)\neq 0}).
Оскільки вибір {\displaystyle z_{0}} і {\displaystyle W_{0}} був довільним для доведення голоморфності {\displaystyle f^{-1}} достатньо довести голоморфність локально для {\displaystyle B(w_{0},\delta )} скориставшись доведеною формулою. Для цього потрібно довести існування 
{\displaystyle \lim _{\Delta w\to 0}{\frac {1}{\Delta w}}\left({\frac {1}{2\pi i}}\int _{|\xi -z_{0}|=\rho }{{\xi f'(\xi )} \over {f(\xi )-w}}\,d\xi -{\frac {1}{2\pi i}}\int _{|\xi -z_{0}|=\rho }{{\xi f'(\xi )} \over {f(\xi )-(w+\Delta )}}\,d\xi \right)}
для всіх {\displaystyle w\in B(w_{0},\delta ).} Для цього достатньо довести, що ця границя прямує до {\displaystyle {\frac {1}{2\pi i}}\int _{|\xi -z_{0}|=\rho }{{\xi f'(\xi )} \over {(f(\xi )-w))^{2}}}\,d\xi } для всіх {\displaystyle w\in B(w_{0},\delta ).} Справді:
{\displaystyle \lim _{\Delta w\to 0}\left|{\frac {1}{2\pi i}}\int _{|\xi -z_{0}|=\rho }{\frac {1}{\Delta w}}\left({{\xi f'(\xi )} \over {f(\xi )-w}}\,-{{\xi f'(\xi )} \over {f(\xi )-(w+\Delta w)}}\right)\,-{{\xi f'(\xi )} \over {(f(\xi )-w))^{2}}}\,d\xi \right|=\lim _{\Delta w\to 0}\left|{\frac {1}{2\pi i}}\int _{|\xi -z_{0}|=\rho }{{\Delta w\xi f'(\xi )} \over {(f(\xi )-w)^{2}(f(\xi )-(w+\Delta w))}}\,\right|}
Далі, функція {\displaystyle \xi f'(\xi )} є неперервною на множині {\displaystyle |\xi -z_{0}|=\rho } і тому для всіх точок цієї множини {\displaystyle |\xi f'(\xi )|<M} для деякого додатного числа у всіх точках множини {\displaystyle |\xi -z_{0}|=\rho }.  Також, оскільки на множині {\displaystyle |\xi -z_{0}|=\rho } функція f ніде не є рівною {\displaystyle w} то існує число {\displaystyle \varepsilon >0}, таке що {\displaystyle |f(\xi )-w|>\varepsilon } і також {\displaystyle |f(\xi )-(w+\Delta w)|>\varepsilon } для всіх достатньо малих за модулем {\displaystyle \Delta w}. Для таких {\displaystyle \Delta w} тоді у формулі вище підінтегральні вирази за модулем є меншими {\displaystyle {\frac {|\Delta w|M}{\varepsilon ^{3}}}} і оскільки {\displaystyle \lim _{\Delta w\to 0}{\frac {|\Delta w|M}{\varepsilon ^{3}}}=0} то це ж справедливо і для границь у попередній формулі. Це доводить існування комплексної похідної у всіх точках області визначення {\displaystyle f^{-1}} і тому голоморфність цієї функціїв усіх точках.

### Порівняння з функціями дійсної змінної
Для дійсних аналітичних функцій, на відміну від комплексних аналітичних (тобто голоморфних) функцій ці властивості не є вірними. Наприклад, розглянемо функцію
{\displaystyle f:(-1,1)\to (-1,1)\,}
задану як ƒ(x) = x3.  Ця функція є ін'єктивною але її похідна є рівною 0 в точці x = 0, і її обернена функція не є аналітичною чи навіть диференційовною на всьому інтервалі  (−1, 1).  Тому, якщо збільшити область визначення до відкритої підмножини G комплексної площини, вона не може бути ін'єктивною; у цьому випадку, наприклад f(εω) = f(ε) (де ω є примітивним коренем з 1 і ε є додатним цілим числом меншим, ніж радіус G як околу 0).

## Властивості
- З теореми Гурвіца випливає, що якщо {fk} є послідовністю голоморфних однолистих функцій на зв'язаній відкритій множині G і вони рівномірно сходяться на компактних підмножинах у G до голоморфної функції f, то f є або теж однолистою або константою.
- Якщо f є однолистою на одиничному крузі, тоді {\displaystyle f\in \ H^{p}} для всіх {\displaystyle \ 0<p<{\frac {1}{2}},} де {\displaystyle H^{p}} позначають простори Гарді. Якщо додатково ця функція не є рівною нулю у жодній точці одиничного круга, то {\displaystyle \ln f\in \ H^{p}} для всіх {\displaystyle p>0.}
- Нерівність Правітца: нехай {\displaystyle f(z)\in S} і позначимо {\displaystyle M_{p}(r,f)=\left({\frac {1}{2\pi }}\int \limits _{0}^{2\pi }\left|f(re^{i\theta })\right|^{p}\;d\theta \right)^{\frac {1}{p}}} для {\displaystyle 0<p<\infty } і {\displaystyle M_{\infty }(r,f)=\max _{|z|=r}|f(z)|.} Тоді справедливою є нерівність:

{\displaystyle M_{p}^{p}(r,f)\leqslant p\int \limits _{0}^{r}{1 \over t}M_{\infty }^{p}(t,f)dt\quad 0<r<1.}
- Теорема де Бранже (гіпотеза Бібербаха): якщо функція {\displaystyle f(z)\in S} і зокрема її розклад у ряд Тейлора має вигляд {\displaystyle f(z)=z+\sum _{n\geq 2}a_{n}z^{n},} то для коефіцієнтів ряду Тейлора виконуються нерівності {\displaystyle |a_{n}|\leqslant n\quad \forall \ n\geqslant 2.} Приклад функції Кебе показує що значення у правій частині нерівностей є оптимальними.
- Теорема Літлвуда — Пелі: якщо функція {\displaystyle f(z)\in S} є непарною, тобто її розклад у ряд Тейлора має вигляд {\displaystyle f(z)=z+\sum _{n\geq 1}a_{2n+1}z^{2n+1},} то існує константа A, що не залежить від конкретної функції, така що для коефіцієнтів ряду Тейлора виконуються нерівності {\displaystyle |a_{2n+1}|\leqslant A.}
- Теорема Ґронвала про площу: якщо {\displaystyle g(z)=z+b_{1}z^{-1}+b_{2}z^{-2}+\cdots } є однолистою в області |z| > 1 то:

{\displaystyle \sum _{n\geqslant 1}n|b_{n}|^{2}\leqslant 1.}
- Теорема Кебе про чверть: якщо функція {\displaystyle f(z)\in S} то образ {\displaystyle f(\Delta )} містить круг {\displaystyle \{w\ |\ |w|<{1 \over 4}\}} з центром у точці 0 і радіусом 1/4. Приклад функції Кебе показує, що константу 1/4 утвердженні теореми не можна збільшити.
- Теорема Кебе про спотворення: нехай {\displaystyle f(z)\in S} і r = |z|. Тоді

{\displaystyle {r \over (1+r)^{2}}\leqslant |f(z)|\leqslant {r \over (1-r)^{2}}}
{\displaystyle {1-r \over (1+r)^{3}}\leqslant |f^{\prime }(z)|\leqslant {1+r \over (1-r)^{3}}}
{\displaystyle {1-r \over 1+r}\leqslant \left|z{f^{\prime }(z) \over f(z)}\right|\leqslant {1+r \over 1-r}}
До того ж рівності справджуються лише для узагальнених функцій Кебе.
- Теорема Каратеодорі про ядро: нехай {\displaystyle f_{n}\in S} — послідовність функцій, {\displaystyle U_{n}=f_{n}(\Delta )} — образи одиничного круга при дії цих функцій. Нехай {\displaystyle V_{n}} позначає зв'язну компоненту, що містить 0 внутрішності перетину {\displaystyle \cap _{i=n}^{\infty }U_{n}.} Ядром послідовності множин {\displaystyle U_{n}} називається об'єднання усіх {\displaystyle V_{n}} або точка {\displaystyle \{0\},} якщо це об'єднання є порожньою множиною. Теорема Каратеодорі стверджує, що послідовність {\displaystyle f_{n}} збігається рівномірно на компактах до функції f, якщо і тільки якщо послідовність множин {\displaystyle U_{n}} збігається до свого ядра і це ядро не є рівним всій комплексній площині. Якщо ядро є рівним {\displaystyle \{0\}} то функція є константою рівною 0. В іншому випадку ядро U є зв'язаною відритою множиною, f є однолистою функцією і {\displaystyle U=f(\Delta ).}

- Нерівність Грунського: якщо функція {\displaystyle f(z)\in S} то:

{\displaystyle \left|\log {z \over f(z)}\right|\leqslant \log {1+|z| \over 1-|z|}.}
- Критерій Неванлінни: якщо {\displaystyle f(z)\in S,} то образ одиничного круга {\displaystyle f(\Delta )} буде зірчатою областю щодо точки 0 тоді й лише тоді, коли дійсна частина функції {\displaystyle zf^{\prime }(z)/f(z)} буде додатним числом для всіх {\displaystyle z\in \Delta .}

З іншого боку, якщо f є голоморфною на одиничному крузі, дійсна частина функції {\displaystyle zf^{\prime }(z)/f(z)} є додатним числом для всіх {\displaystyle z\in \Delta } і {\displaystyle f'(0)\neq 0} то тоді {\displaystyle f(0)=0} і f є однолистою на одиничному крузі.
- Теорема Грунського: якщо {\displaystyle f(z)\in S,} то для всіх r ≤ tanh π/4, образ круга |z| < r при відображенні f є зірчатою областю щодо точки 0.

- Нерівність Голузіна: для функції {\displaystyle f(z),} що є однолистою в області |z| > 1, якщо zi є n різними точками із |zi| > 1  і λi є довільними комплексними числами то:

{\displaystyle \left|\sum _{i=1}^{n}\sum _{j=1}^{n}\lambda _{i}\lambda _{j}\log {g(z_{i})-g(z_{j}) \over z_{i}-z_{j}}\right|\leq \sum _{i=1}^{n}\sum _{j=1}^{n}\lambda _{i}{\overline {\lambda _{j}}}\log {z_{i}{\overline {z_{j}}} \over z_{i}{\overline {z_{j}}}-1},}